# Oxymeris caledonica
Oxymeris caledonica é uma espécie de gastrópode do gênero Oxymeris, pertencente a família Terebridae.